# Karel Stejskal
Karel Stejskal (20. ledna 1931 Praha – 16. dubna 2014 tamtéž) byl český historik umění – medievalista, specialista na knižní malbu a ikonografii doby gotické.
Narodil se v Praze a zde také vystudoval dějiny umění na filozofické fakultě Univerzity Karlovy. Byl vědeckým pracovníkem Ústavu teorie a dějin umění Československé akademie věd a posléze i České akademie věd v Praze. Jeho přednášky byly díky humoru, emocionálnímu přednesu a nekonvenčním metodickým postupům vždy vítaným zpestřením vědeckých konferencí. Externě přednášel také na univerzitách v Praze a ve Vídni.